# Лифука
Лифука (тонг. Lifuka) — главный остров группы Хаапай (Королевство Тонга).

## География
Площадь острова составляет 11,42 км². Естественные леса на Лифука отсутствуют. Острова вокруг острова Лифука образуют подгруппу островов в группе Хаапай.

## История
Остров был открыт английским путешественником Джеймсом Куком в 1777 году. К 1831 году население Лифука было обращено в христианство.

## Население
В 2006 году численность населения острова составляла 2967 человек. Главное поселение — город Пангаи, расположенный на западном побережье острова.